# Lampaul-Plouarzel
Lampaul-Plouarzel è un comune francese di 2 106 abitanti situato nel dipartimento del Finistère nella regione della Bretagna.

## Società

### Evoluzione demografica
Abitanti censiti